# Pomnik Powstańców Śląskich w Kostuchnie
Pomnik Powstańców Śląskich w Kostuchnie – pomnik w południowej części Katowic, położony w dzielnicy Kostuchna, na skwerze bł. Stanisława Kubisty, w sąsiedztwie kościoła pw. Trójcy Przenajświętszej.
Pierwszy pomnik, poświęcony powstańcom z Kostuchny, powstał w 1922. Zburzyli go Niemcy w 1939 roku. Obecny monument odsłonięto 17 listopada 2002 – w osiemdziesiątą rocznicę przyłączenia Górnego Śląska do Polski. Kształt pomnika oraz napis są zgodne z pierwowzorem. Dodatkowo na pomniku zostały umieszczone imiona i nazwiska 85 powstańców śląskich, pochodzących z Kostuchny. Inicjatorem wykonania obecnej repliki był Mieczysław Zwoliński – były dyrektor Szkoły Podstawowej nr 53 w Kostuchnie. Projekt monumentu wykonali Karolina Możejko-Rogowska oraz Andrzej Szofer i Bernard Uszok. Obelisk wzniósł zakład kamieniarski Ireny Matei.
Odsłonięcia pomnika dokonali Piotr Uszok (prezydent Katowic) oraz Bernard Uszok i Jerzy Śmiałek (członkowie Związku Górnośląskiego). Monument poświęcił ks. bp Gerard Bernacki.
Napis na pomniku:

Na pamiątkę 16 lipca 1922

## Galeria

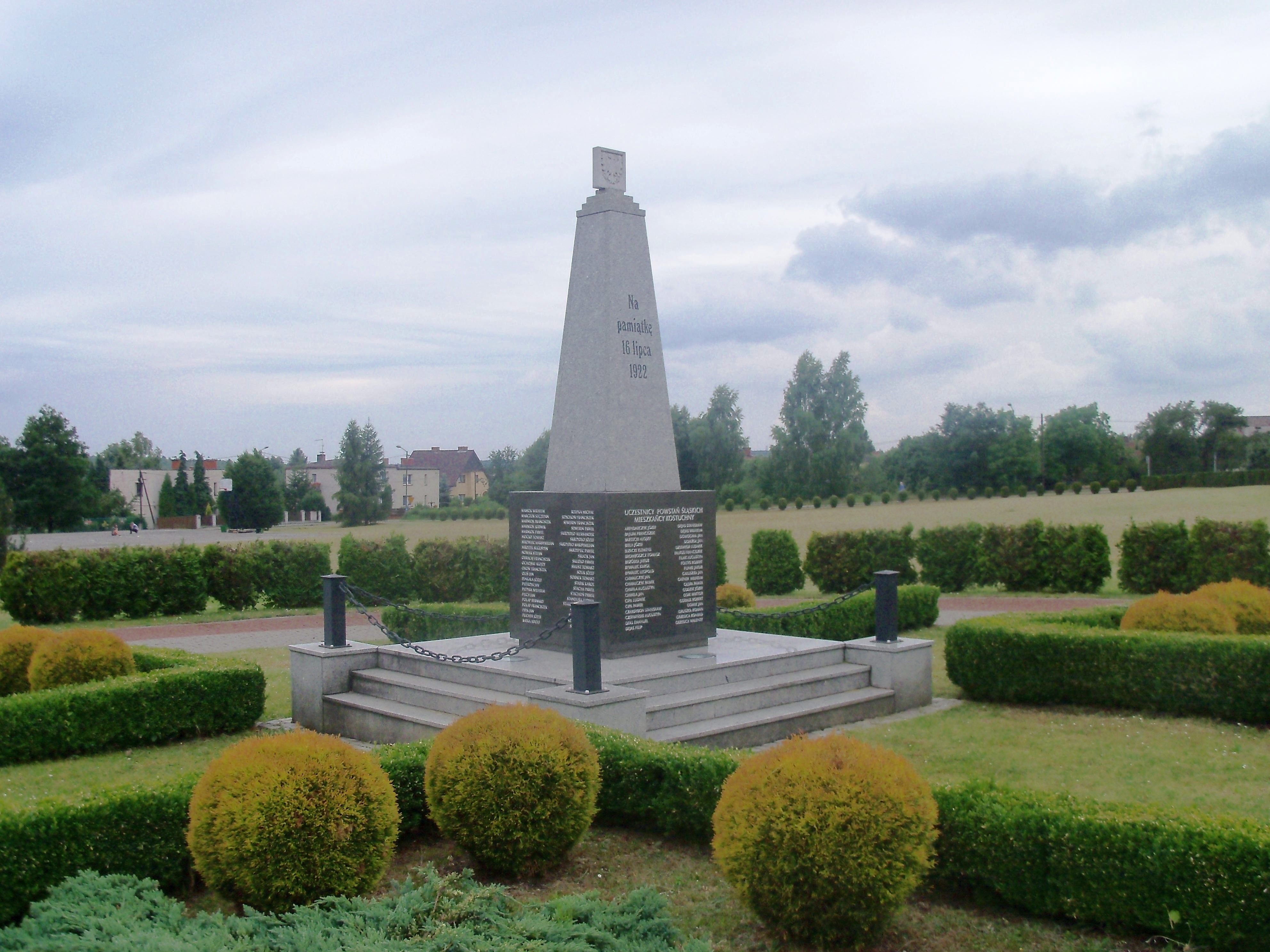
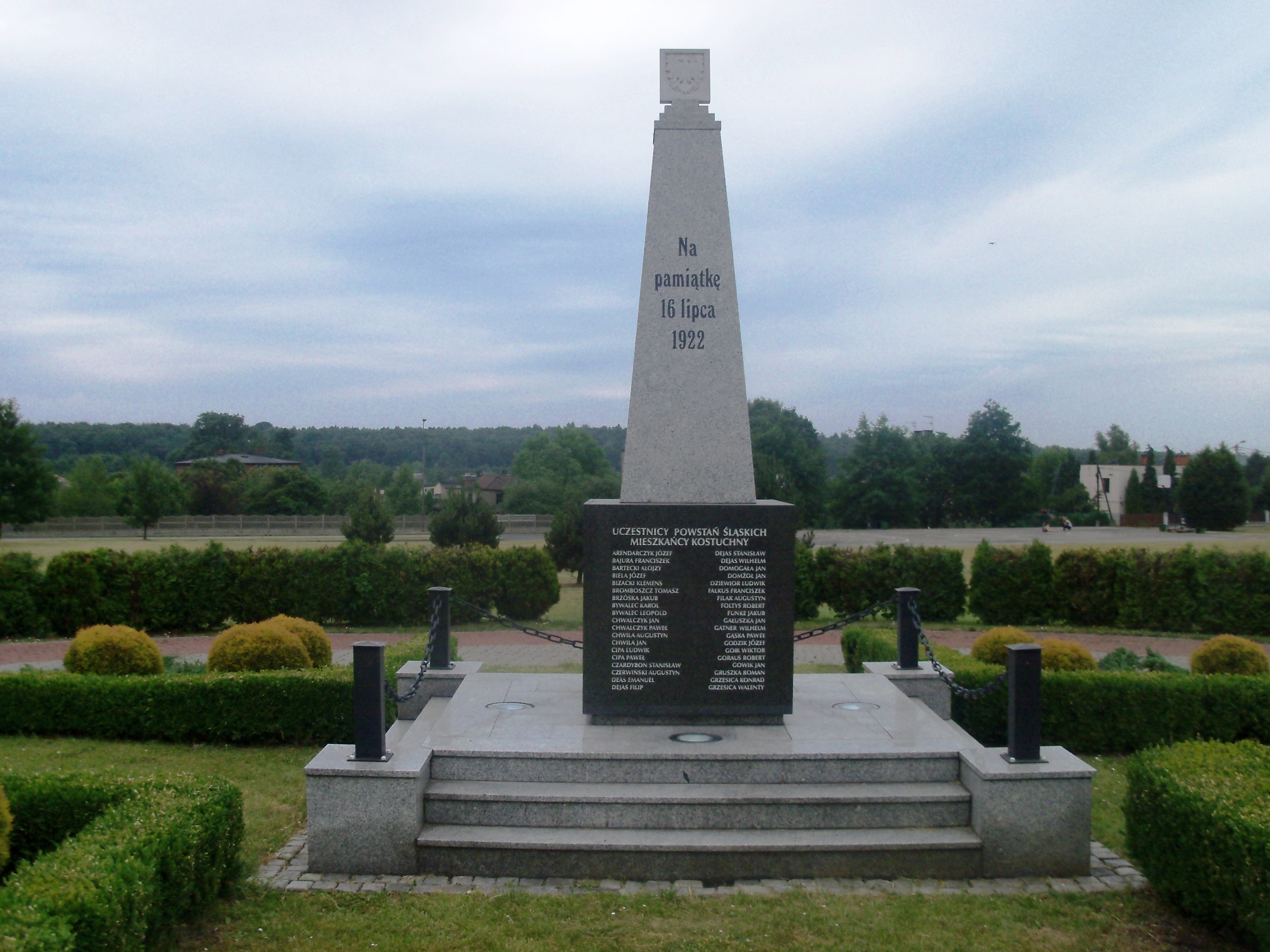
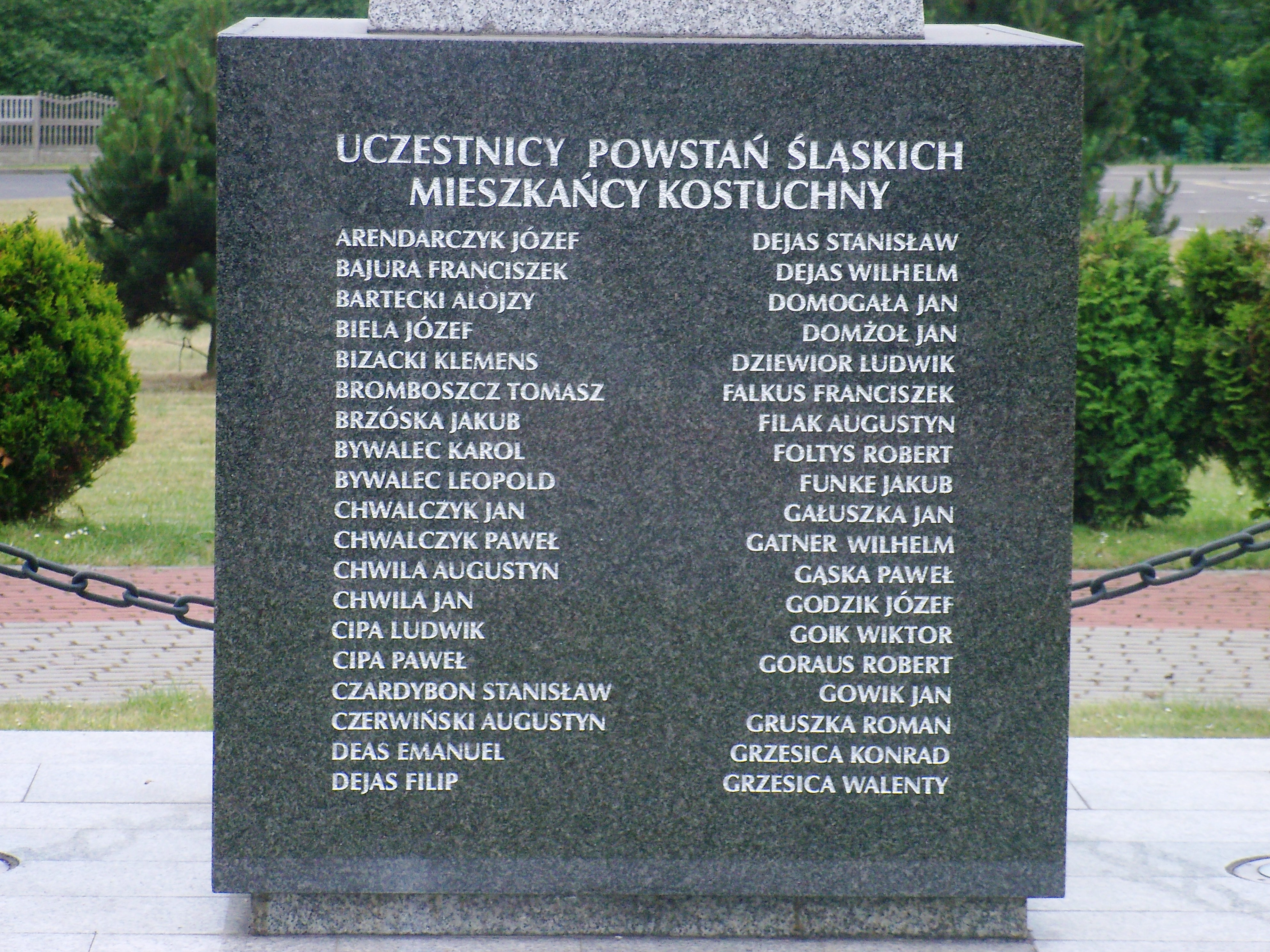
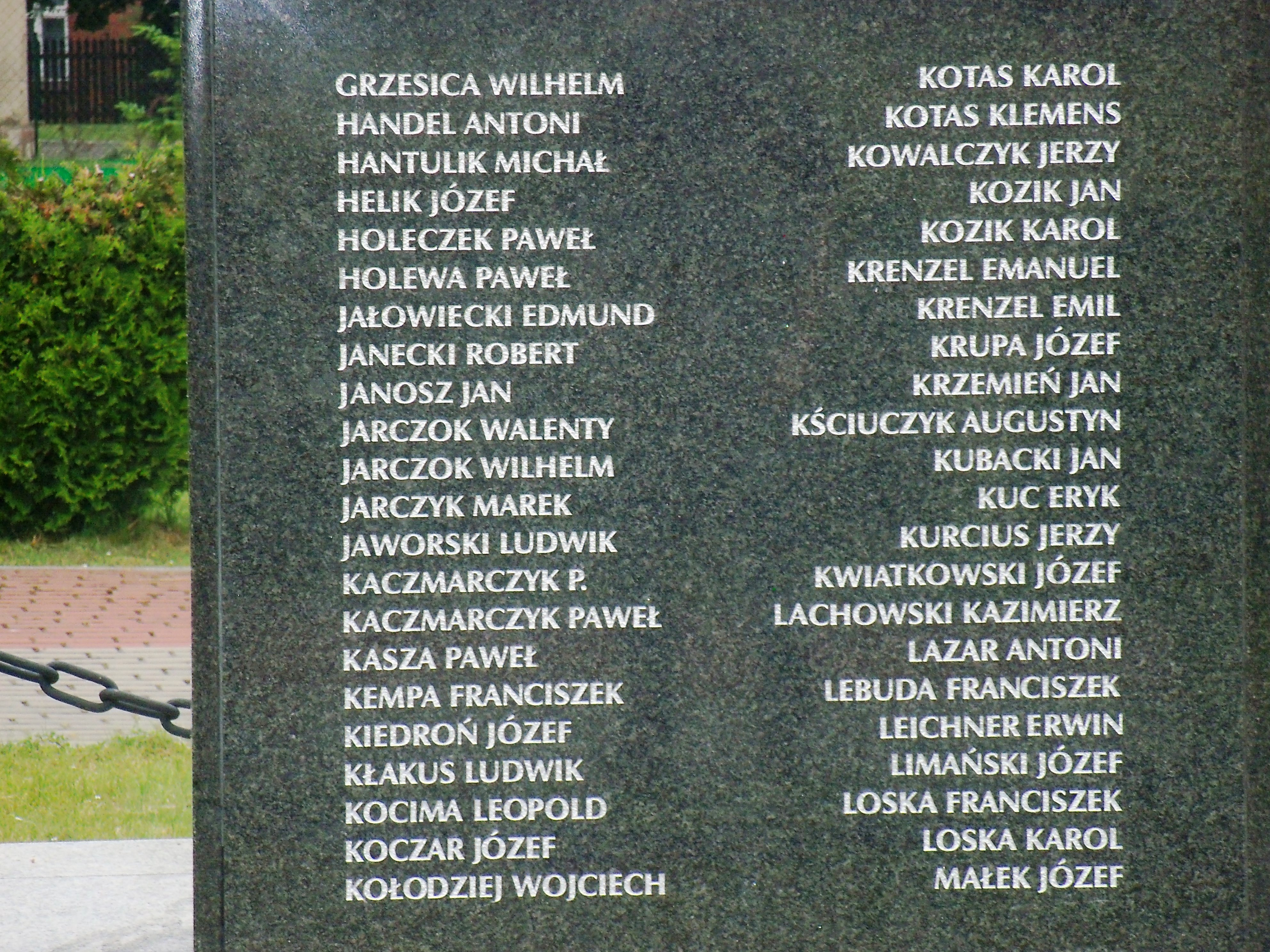